# Лику, Гицэ
Георгиу «Гицэ» Лику (рум. Gheorghe «Ghiţă» Licu, 1 декабря 1945, Фиербинти, Илфов, Румыния — 8 апреля 2014, Харлем, Нидерланды) — румынский гандболист, серебряный (Монреаль 1976) и бронзовый (Мюнхен 1972) призёр летних Олимпийских игр. Заслуженный мастер спорта Румынии (1970).

## Спортивная карьера
Выступал за клуб «Динамо» (Бухарест). С 1966 г. провел 197 международных матчей, в которых забил 328 голов. Всего же он забил 1054 голов — это на момент смерти спортсмена был второй результат за всю историю румынского гандбола.
В составе сборной Румынии дважды становился чемпионом мира (1970 и 1974). На летних Олимпийских играх в Мюнхене (1972) завоевал бронзовую, а через четыре года в Монреале — серебряную олимпийскую медаль.
По окончании игровой карьеры занимался тренерской деятельностью. С 1995 г. тренировал молодёжный состав немецкого «Магдебурга». С 1999 г. — помощник главного тренера основного состава клуба, с которым выиграл в 2002 г. чемпионат Германии и стал победителем Лиги чемпионов ЕГФ. С января по июнь 2006 г. главный тренер клуба SCM. Затем вернулся в Румынию.
Его сын, Роберт Лику, также был известным гандболистом.